# Natalja Juchariewa
Natalja Aleksandrowna Juchariewa (ros. Наталья Александровна Юхарева, ur. 17 września 1975) – rosyjska judoczka i sambistka. Olimpijka z Aten 2004, gdzie zajęła siódme miejsce w wadze lekkiej.
Uczestniczka mistrzostw świata w 2007. Startowała w Pucharze Świata w latach 2004, 2007 i 2008. Brązowa medalistka mistrzostw Europy w 2004. Trzy medale na MŚ wojskowych. Mistrzyni Rosji w 2007; druga w 2004; trzecia w 2003 i 2006 roku.
Mistrzyni świata w sambo w 2004. Trzecia na mistrzostwach Europy w 2006 roku.

## Letnie Igrzyska Olimpijskie 2004
| Konkurencja | Eliminacje          | Repasaże               | Repasaże           | Repasaże              | Klas. końcowa |
| Konkurencja | Przeciwnik I        | Przeciwnik I           | Przeciwnik II      | Przeciwnik III        | Miejsce       |
| ----------- | ------------------- | ---------------------- | ------------------ | --------------------- | ------------- |
| 57 kg       | Kye Sun-hui (PRK) P | Marcon Bezzina (MLT) Z | Sophie Cox (GBR) Z | Barbara Harel (FRA) P | 7.            |